# Sorley MacLean
Pour les articles homonymes, voir MacLean.
Sorley MacLean (en gaélique Somhairle MacGill-Eain, parfois MacGilleathain dans ses premières publications), né le 26 octobre 1911 et mort le 24 novembre 1996, est l'un des poètes écossais les plus importants du XXe siècle.

## Biographie
Sorley MacLean est né à Osgaig, sur l'île de Raasay, où le gaélique écossais était la première langue.
Il a étudié à l'Université d'Édimbourg, où il a fait partie de l'équipe de shinty. Après avoir obtenu ses diplômes, il est retourné dans les Highland et les Îles pour y enseigner.
Ses premiers poèmes étaient en anglais, mais, après avoir écrit son premier poème en gaélique An Corra-Ghridheach (Le Héron), il a estimé que celui-ci était meilleur que ses travaux précédents et a résolu d'utiliser désormais sa langue natale. Dès le milieu des années 1930, Sorley MacLean était un auteur établi en langue gaélique.
Durant la Seconde Guerre mondiale, Sorley MacLean a servi dans l'armée en Afrique du Nord et fut blessé trois fois, dont une fois gravement à la bataille d'El Alamein.
MacLean s'est détourné de la foi presbytérienne durant son adolescence. Comme beaucoup d'Européens de cette époque, ses sympathies politiques ont évolué vers l'extrême-gauche. Il a tenu une position communiste jusque dans le milieu des années 1940, bien qu'il ne partage pas la philosophie marxiste, et une grande partie de son œuvre a été consacrée à des thèmes politiques. Il était également un poète talentueux dans le registre de la poésie amoureuse.
Ses travaux dans le champ de la poésie gaélique, à une époque où peu d'auteurs de renom utilisaient le gaélique dans leurs œuvres, a créé sa réputation de père de la renaissance du gaélique écossais.
Ses poèmes abordaient en gaélique les crimes du XXe siècle, et ont modernisé et redonné de l'énergie à la langue, esquissant des analogies claires entre les tragédies de l'exil et du génocide culturel des Clearances des Highlands du XIXe siècle, et les crimes contemporains perpétrés dans les pays du Biafra et du Rwanda.
Sorley MacLean est mort en 1996 à l'âge de 85 ans dans l'Écosse qu'il a toujours chérie.
Hallaig, un poème publié en 1954 dans la revue Gairm, portait sur la désolation qui a suivi les Clearances, a été repris dans le livret de l'opéra de Peter Maxwell Davies, The Jacobite Rising.
Il a épousé Catherine (Renee) Cameron ; le couple a eu trois filles, Ishbel, Catriona et Mary par ordre d'âge. Ses six petits-enfants sont Somhairle, Aonghas, Calum, Gilleasbuig, Catherine et Donald.
Un buste à son effigie se trouve à Makar's Court, devant le Musée des Écrivains à Édimbourg.

## Anthologies
- MacAulay, Donald (Domhnall MacAmhlaigh) [ed] (1977). Nua-Bhàrdachd Ghàidhlig / Modern Scottish Gaelic Poems: A Bilingual Anthology. New Directions, New York. p. 70–115: Am Mùr Gorm/The Blue Rampart, Camhanaich/Dawn, An Uair a Labhras mi mu Aodann/When I Speak of the Face, Cha do Chuir de Bhuaireadh riamh/Never has such Turmoil been Put, Gaoir na h-Eòrpa/The Cry of Europe, An Roghainn/The Choice, Coin is Madaidhean-Allaidh/Dogs and Wolves, A' Chorra-Ghritheach/The Heron, Hallaig/Hallaig, Coilltean Ratharsair/The Woods of Raasay, Ban-Gàidheal/Highland Woman, Glac a' Bhàis/Death Valley, Latha Foghair/An Autumn Day, Aig Uaigh Yeats/At Yeats's Grave.